# PEC Zwolle in het seizoen 2025/26 (mannen)
Het seizoen 2025/2026 is het 115e jaar in het bestaan van de Zwolse voetbalclub PEC Zwolle. De club komt uit in de Eredivisie. Ook neemt het deel aan het toernooi om de KNVB Beker.

## Wedstrijdstatistieken

### Oefenwedstrijden
|                                                      | Oefenwedstrijd                                       | PEC Zwolle                                  | 0 – 0               | BSV Kickers Emden                                                                    | Opstelling PEC Zwolle: |
| 4 juli 2025 Plaats: Meppel Sportpark Ezinge          | 4 juli 2025 Plaats: Meppel Sportpark Ezinge          |                                             | Wedstrijdverslag    |                                                                                      | Opstelling eerste helft: Verduin, Aertssen, García Mac Nulty, Lutonda, Mbayo, De Rooij, Reijnders, Buitink, Thomas, Monteiro, Voute Opstelling tweede helft: Schendelaar, Rahajäan, Ruward, Graves, Van der Haar, Fichtinger, Bos, Reijnders ( 58' Leembrugge), De Troije, Broers, Manu |
|                                                      | Oefenwedstrijd                                       | PEC Zwolle                                  | 2 – 1 (0 – 1)       | Dundee United FC                                                                     | Opstelling PEC Zwolle: |
| 11 juli 2025 Plaats: Oldebroek Sportpark Bovenmolen  | 11 juli 2025 Plaats: Oldebroek Sportpark Bovenmolen  | Kaj de Rooij 74' Jadiel Pereira da Gama 79' | Wedstrijdverslag    | 6' Kristijan Trapanovski                                                             | Opstelling eerste helft: Schendelaar, Aertssen, Graves, Mac Nulty, Van der Haar, Fichtinger, Thomas, Monteiro, Mbayo, Buitink, Lagsir ( 31' Broers) Opstelling tweede helft: Verduin, Voute, Ruward, Bos, Lutonda, Rahajäan, Pereira da Gama, Reijnders, De Troije, Manu, De Rooij      |
|                                                      | Oefenwedstrijd                                       | PEC Zwolle                                  | 0 – 1 (0 – 0)       | Kaizer Chiefs                                                                        | Opstelling PEC Zwolle: |
| 15 juli 2025 Plaats: Meppel Sportpark Ezinge         | 15 juli 2025 Plaats: Meppel Sportpark Ezinge         |                                             | Wedstrijdverslag    | 54' Naledi Hlongwane                                                                 | Opstelling eerste helft: Verduin, Voute, Graves, Ruwald, Van der Haar, Fichtinger, Pereira da Gama, Reijnders, Mbayo, De Rooij, Manu Opstelling tweede helft: Dobben, Aertssen, Mac-Nulty, Lutonda, Reiziger, Lagsir, Buitink, Thomas, Monteiro, Bos, De Troije                         |
|                                                      | Oefenwedstrijd                                       | PEC Zwolle                                  | 2 – 0 (2 – 0)       | SV TEC                                                                               | Opstelling PEC Zwolle: |
| 19 juli 2025 Plaats: Hattem Sportpark 't Achterveen  | 19 juli 2025 Plaats: Hattem Sportpark 't Achterveen  | Jamiro Monteiro 29' Kaj de Rooij 33'        | Wedstrijdverslag    |                                                                                      | Schendelaar, Reijnders ( 76' Reiziger), Graves ( 76' Voute), Mac Nulty ( 76' Lutonda), Floranus ( 46' Van der Haar), Thomas ( 67' Fichtinger), Monteiro ( 76' Da Gama), Oosting ( 46' Aertssen), Mbayo ( 67' Manu), Kostons ( 67' Buitink), De Rooij ( 67' Lagsir)                      |
|                                                      | Oefenwedstrijd                                       | PEC Zwolle                                  | 0 – 5 (0 – 3)       | Rayo Vallecano                                                                       | Opstelling PEC Zwolle: |
| 26 juli 2025 Plaats: Zwolle MAC³PARK stadion         | 26 juli 2025 Plaats: Zwolle MAC³PARK stadion         |                                             | Wedstrijdverslag    | 12' Óscar Trejo 24' Randy Nteka 32' Jorge de Frutos 47' Pedro Díaz 74' Etienne Eto'o | Schendelaar, Reijnders, Graves, Mac Nulty, Floranus ( 68' Van der Haar), Thomas ( 77' Fichtinger), Oosting ( 68' Aertssen), Monteiro ( 77' Reiziger), Mbayo, Kostons, De Rooij ( 85' Lagsir)                                                                                            |
|                                                      | Oefenwedstrijd                                       | Portsmouth FC                               | 1 – 0 (0 – 0)       | PEC Zwolle                                                                           | Opstelling PEC Zwolle: |
| 2 augustus 2025 Plaats: Portsmouth Fratton Park      | 2 augustus 2025 Plaats: Portsmouth Fratton Park      | Thomas Waddingham 89'                       | Wedstrijdverslag    |                                                                                      | De Graaff, Floranus ( 46' Reijnders), Aertssen ( 46' Van der Haar), García Mac Nulty, Kostons ( 64' Buitink), Mbayo ( 64' Lagsir), De Rooij, Oosting ( 81' Reiziger), Graves, Thomas ( 64' Fichtinger) en Monteiro ( 85' Pereira da Gama)                                               |
|                                                      | Oefenwedstrijd                                       | ADO Den Haag                                | – ( – )             | PEC Zwolle                                                                           | Opstelling PEC Zwolle: |
| 22 augustus 2025 Plaats: Den Haag WerkTalent Stadion | 22 augustus 2025 Plaats: Den Haag WerkTalent Stadion |                                             | [ Wedstrijdverslag] |                                                                                      | |

### Eredivisie
| | Speelronde 1 | PEC Zwolle                                                                                             | 1 – 0 (1 – 0)       | FC Twente                                                             | Opstelling PEC Zwolle: |
| 10 augustus 2025 Aanvangstijd: 12.15 uur Plaats: Zwolle MAC³PARK stadion Toeschouwers: 13.789 Scheidsrechter: Joey Kooij Video-assistent: Jeroen Manschot | 10 augustus 2025 Aanvangstijd: 12.15 uur Plaats: Zwolle MAC³PARK stadion Toeschouwers: 13.789 Scheidsrechter: Joey Kooij Video-assistent: Jeroen Manschot | Thijs Oosting 8' Sherel Floranus 76' Olivier Aertssen 89' Thomas Buitink 89' Damian van der Haar 90+4' | Wedstrijdverslag    | 45+2' Bart van Rooij                                                  | De Graaff, Floranus ( 78' Van der Haar), Graves, García Mac Nulty, Aertssen, Thomas, Monteiro ( 78' Fichtinger), De Rooij ( 85' Buitink), Oosting ( 85' Reiziger), Mbayo ( 68' Reijnders), Kostons      |
| | Speelronde 2 | Telstar                                                                                                | 0 – 2 (0 – 1)       | PEC Zwolle                                                            | Opstelling PEC Zwolle: |
| 15 augustus 2025 Aanvangstijd: 20.00 uur Plaats: Velsen Schoonenberg Toeschouwers: 5.293 Scheidsrechter: Serdar Gözübüyük Video-assistent: Pol van Boekel | 15 augustus 2025 Aanvangstijd: 20.00 uur Plaats: Velsen Schoonenberg Toeschouwers: 5.293 Scheidsrechter: Serdar Gözübüyük Video-assistent: Pol van Boekel | Guus Offerhaus 25' Soufiane Hetli 31' Tyrese Noslin 67'                                                | Wedstrijdverslag    | 4', 26' Koen Kostons 11' Kaj de Rooij 48' Ryan Thomas 66' Dylan Mbayo | De Graaff, Floranus ( 88' Pereira de Gama), Graves, García Mac Nulty, Aertssen, Thomas, Monteiro ( 88' Van der Haar), De Rooij, Oosting ( 81' Reiziger), Mbayo ( 71' Reijnders), Kostons ( 80' Buitink) |
| | Speelronde 4 | PEC Zwolle                                                                                             | – ( – )             | FC Utrecht                                                            | Opstelling PEC Zwolle: |
| 31 augustus 2025 Aanvangstijd: 14.30 uur Plaats: Zwolle MAC³PARK stadion Toeschouwers: Scheidsrechter: Video-assistent:                                   | 31 augustus 2025 Aanvangstijd: 14.30 uur Plaats: Zwolle MAC³PARK stadion Toeschouwers: Scheidsrechter: Video-assistent:                                   | | [ Wedstrijdverslag] |                                                                       | |
| | Speelronde 5 | Ajax                                                                                                   | – ( – )             | PEC Zwolle                                                            | Opstelling PEC Zwolle: |
| 13 september 2025 Aanvangstijd: 16.30 uur Plaats: Amsterdam Johan Cruijff ArenA Toeschouwers: Scheidsrechter: Video-assistent:                            | 13 september 2025 Aanvangstijd: 16.30 uur Plaats: Amsterdam Johan Cruijff ArenA Toeschouwers: Scheidsrechter: Video-assistent:                            | | [ Wedstrijdverslag] |                                                                       | |
| | Speelronde 6 | PEC Zwolle                                                                                             | – ( – )             | Go Ahead Eagles                                                       | Opstelling PEC Zwolle: |
| 21 september 2025 Aanvangstijd: 12.15 uur Plaats: Zwolle MAC³PARK stadion Toeschouwers: Scheidsrechter: Video-assistent:                                  | 21 september 2025 Aanvangstijd: 12.15 uur Plaats: Zwolle MAC³PARK stadion Toeschouwers: Scheidsrechter: Video-assistent:                                  | | [ Wedstrijdverslag] |                                                                       | |
| | Speelronde 3 | AZ | – ( – )             | PEC Zwolle                                                            | Opstelling PEC Zwolle: |
| 24 september 2025 Aanvangstijd: 20.00 uur Plaats: Alkmaar AFAS Stadion Toeschouwers: Scheidsrechter: Video-assistent:                                     | 24 september 2025 Aanvangstijd: 20.00 uur Plaats: Alkmaar AFAS Stadion Toeschouwers: Scheidsrechter: Video-assistent:                                     | | [ Wedstrijdverslag] |                                                                       | |
| | Speelronde 7 | FC Volendam                                                                                            | – ( – )             | PEC Zwolle                                                            | Opstelling PEC Zwolle: |
| 27 september 2025 Aanvangstijd: 20.00 uur Plaats: Volendam Kras Stadion Toeschouwers: Scheidsrechter: Video-assistent:                                    | 27 september 2025 Aanvangstijd: 20.00 uur Plaats: Volendam Kras Stadion Toeschouwers: Scheidsrechter: Video-assistent:                                    | | [ Wedstrijdverslag] |                                                                       | |
| | Speelronde 8 | PEC Zwolle                                                                                             | – ( – )             | PSV                                                                   | Opstelling PEC Zwolle: |
| 4 oktober 2025 Aanvangstijd: 20.00 uur Plaats: Zwolle MAC³PARK stadion Toeschouwers: Scheidsrechter: Video-assistent:                                     | 4 oktober 2025 Aanvangstijd: 20.00 uur Plaats: Zwolle MAC³PARK stadion Toeschouwers: Scheidsrechter: Video-assistent:                                     | | [ Wedstrijdverslag] |                                                                       | |
| | Speelronde 9 | NAC Breda                                                                                              | – ( – )             | PEC Zwolle                                                            | Opstelling PEC Zwolle: |
| 18 oktober 2025 Aanvangstijd: 21.00 uur Plaats: Breda Rat Verlegh Stadion Toeschouwers: Scheidsrechter: Video-assistent:                                  | 18 oktober 2025 Aanvangstijd: 21.00 uur Plaats: Breda Rat Verlegh Stadion Toeschouwers: Scheidsrechter: Video-assistent:                                  | | [ Wedstrijdverslag] |                                                                       | |
| | Speelronde 10 | PEC Zwolle                                                                                             | – ( – )             | N.E.C.                                                                | Opstelling PEC Zwolle: |
| 25 oktober 2025 Aanvangstijd: 21.00 uur Plaats: Zwolle MAC³PARK stadion Toeschouwers: Scheidsrechter: Video-assistent:                                    | 25 oktober 2025 Aanvangstijd: 21.00 uur Plaats: Zwolle MAC³PARK stadion Toeschouwers: Scheidsrechter: Video-assistent:                                    | | [ Wedstrijdverslag] |                                                                       | |
| | Speelronde 11 | Heracles Almelo                                                                                        | – ( – )             | PEC Zwolle                                                            | Opstelling PEC Zwolle: |
| 2 november 2025 Aanvangstijd: 12.15 uur Plaats: Almelo Asito Stadion Toeschouwers: Scheidsrechter: Video-assistent:                                       | 2 november 2025 Aanvangstijd: 12.15 uur Plaats: Almelo Asito Stadion Toeschouwers: Scheidsrechter: Video-assistent:                                       | | [ Wedstrijdverslag] |                                                                       | |
| | Speelronde 12 | PEC Zwolle                                                                                             | – ( – )             | Sparta Rotterdam                                                      | Opstelling PEC Zwolle: |
| 8 november 2025 Aanvangstijd: 21.00 uur Plaats: Zwolle MAC³PARK stadion Toeschouwers: Scheidsrechter: Video-assistent:                                    | 8 november 2025 Aanvangstijd: 21.00 uur Plaats: Zwolle MAC³PARK stadion Toeschouwers: Scheidsrechter: Video-assistent:                                    | | [ Wedstrijdverslag] |                                                                       | |
| | Speelronde 13 | FC Groningen                                                                                           | – ( – )             | PEC Zwolle                                                            | Opstelling PEC Zwolle: |
| 22 of 23 november 2025 Aanvangstijd: uur Plaats: Groningen Euroborg Toeschouwers: Scheidsrechter: Video-assistent:                                        | 22 of 23 november 2025 Aanvangstijd: uur Plaats: Groningen Euroborg Toeschouwers: Scheidsrechter: Video-assistent:                                        | | [ Wedstrijdverslag] |                                                                       | |
| | Speelronde 14 | PEC Zwolle                                                                                             | – ( – )             | sc Heerenveen                                                         | Opstelling PEC Zwolle: |
| 28, 29 of 30 november 2025 Aanvangstijd: uur Plaats: Zwolle MAC³PARK stadion Toeschouwers: Scheidsrechter: Video-assistent:                               | 28, 29 of 30 november 2025 Aanvangstijd: uur Plaats: Zwolle MAC³PARK stadion Toeschouwers: Scheidsrechter: Video-assistent:                               | | [ Wedstrijdverslag] |                                                                       | |
| | Speelronde 15 | Feyenoord                                                                                              | – ( – )             | PEC Zwolle                                                            | Opstelling PEC Zwolle: |
| 5, 6 of 7 december 2025 Aanvangstijd: uur Plaats: Rotterdam Stadion Feijenoord Toeschouwers: Scheidsrechter: Video-assistent:                             | 5, 6 of 7 december 2025 Aanvangstijd: uur Plaats: Rotterdam Stadion Feijenoord Toeschouwers: Scheidsrechter: Video-assistent:                             | | [ Wedstrijdverslag] |                                                                       | |
| | Speelronde 16 | PEC Zwolle                                                                                             | – ( – )             | Fortuna Sittard                                                       | Opstelling PEC Zwolle: |
| 12, 13 of 14 december 2025 Aanvangstijd: uur Plaats: Zwolle MAC³PARK stadion Toeschouwers: Scheidsrechter: Video-assistent:                               | 12, 13 of 14 december 2025 Aanvangstijd: uur Plaats: Zwolle MAC³PARK stadion Toeschouwers: Scheidsrechter: Video-assistent:                               | | [ Wedstrijdverslag] |                                                                       | |
| | Speelronde 17 | Excelsior Rotterdam                                                                                    | – ( – )             | PEC Zwolle                                                            | Opstelling PEC Zwolle: |
| 19, 20 of 21 december 2025 Aanvangstijd: uur Plaats: Rotterdam Woudestein Toeschouwers: Scheidsrechter: Video-assistent:                                  | 19, 20 of 21 december 2025 Aanvangstijd: uur Plaats: Rotterdam Woudestein Toeschouwers: Scheidsrechter: Video-assistent:                                  | | [ Wedstrijdverslag] |                                                                       | |
| | Speelronde 18 | FC Twente                                                                                              | – ( – )             | PEC Zwolle                                                            | Opstelling PEC Zwolle: |
| 9, 10 of 11 januari 2026 Aanvangstijd: uur Plaats: Enschede De Grolsch Veste Toeschouwers: Scheidsrechter: Video-assistent:                               | 9, 10 of 11 januari 2026 Aanvangstijd: uur Plaats: Enschede De Grolsch Veste Toeschouwers: Scheidsrechter: Video-assistent:                               | | [ Wedstrijdverslag] |                                                                       | |
| | Speelronde 19 | PEC Zwolle                                                                                             | – ( – )             | AZ                                                                    | Opstelling PEC Zwolle: |
| 16, 17 of 18 januari 2026 Aanvangstijd: uur Plaats: Zwolle MAC³PARK stadion Toeschouwers: Scheidsrechter: Video-assistent:                                | 16, 17 of 18 januari 2026 Aanvangstijd: uur Plaats: Zwolle MAC³PARK stadion Toeschouwers: Scheidsrechter: Video-assistent:                                | | [ Wedstrijdverslag] |                                                                       | |
| | Speelronde 20 | N.E.C.                                                                                                 | – ( – )             | PEC Zwolle                                                            | Opstelling PEC Zwolle: |
| 23, 24 of 25 januari 2026 Aanvangstijd: uur Plaats: Nijmegen Goffertstadion Toeschouwers: Scheidsrechter: Video-assistent:                                | 23, 24 of 25 januari 2026 Aanvangstijd: uur Plaats: Nijmegen Goffertstadion Toeschouwers: Scheidsrechter: Video-assistent:                                | | [ Wedstrijdverslag] |                                                                       | |
| | Speelronde 21 | PEC Zwolle                                                                                             | – ( – )             | Telstar                                                               | Opstelling PEC Zwolle: |
| 30 of 31 januari of 1 februari 2026 Aanvangstijd: uur Plaats: Zwolle MAC³PARK stadion Toeschouwers: Scheidsrechter: Video-assistent:                      | 30 of 31 januari of 1 februari 2026 Aanvangstijd: uur Plaats: Zwolle MAC³PARK stadion Toeschouwers: Scheidsrechter: Video-assistent:                      | | [ Wedstrijdverslag] |                                                                       | |
| | Speelronde 22 | PEC Zwolle                                                                                             | – ( – )             | FC Volendam                                                           | Opstelling PEC Zwolle: |
| 6, 7 of 8 februari 2026 Aanvangstijd: uur Plaats: Zwolle MAC³PARK stadion Toeschouwers: Scheidsrechter: Video-assistent:                                  | 6, 7 of 8 februari 2026 Aanvangstijd: uur Plaats: Zwolle MAC³PARK stadion Toeschouwers: Scheidsrechter: Video-assistent:                                  | | [ Wedstrijdverslag] |                                                                       | |
| | Speelronde 23 | sc Heerenveen                                                                                          | – ( – )             | PEC Zwolle                                                            | Opstelling PEC Zwolle: |
| 13, 14 of 15 februari 2026 Aanvangstijd: uur Plaats: Heerenveen Abe Lenstra Stadion Toeschouwers: Scheidsrechter: Video-assistent:                        | 13, 14 of 15 februari 2026 Aanvangstijd: uur Plaats: Heerenveen Abe Lenstra Stadion Toeschouwers: Scheidsrechter: Video-assistent:                        | | [ Wedstrijdverslag] |                                                                       | |
| | Speelronde 24 | FC Utrecht                                                                                             | – ( – )             | PEC Zwolle                                                            | Opstelling PEC Zwolle: |
| 20, 21 of 22 februari 2026 Aanvangstijd: uur Plaats: Utrecht Stadion Galgenwaard Toeschouwers: Scheidsrechter: Video-assistent:                           | 20, 21 of 22 februari 2026 Aanvangstijd: uur Plaats: Utrecht Stadion Galgenwaard Toeschouwers: Scheidsrechter: Video-assistent:                           | | [ Wedstrijdverslag] |                                                                       | |
| | Speelronde 25 | PEC Zwolle                                                                                             | – ( – )             | Ajax                                                                  | Opstelling PEC Zwolle: |
| 27 of 28 februari of 1 maart 2026 Aanvangstijd: uur Plaats: Zwolle MAC³PARK stadion Toeschouwers: Scheidsrechter: Video-assistent:                        | 27 of 28 februari of 1 maart 2026 Aanvangstijd: uur Plaats: Zwolle MAC³PARK stadion Toeschouwers: Scheidsrechter: Video-assistent:                        | | [ Wedstrijdverslag] |                                                                       | |
| | Speelronde 26 | Sparta Rotterdam                                                                                       | – ( – )             | PEC Zwolle                                                            | Opstelling PEC Zwolle: |
| 6, 7 of 8 maart 2026 Aanvangstijd: uur Plaats: Rotterdam Het Kasteel Toeschouwers: Scheidsrechter: Video-assistent:                                       | 6, 7 of 8 maart 2026 Aanvangstijd: uur Plaats: Rotterdam Het Kasteel Toeschouwers: Scheidsrechter: Video-assistent:                                       | | [ Wedstrijdverslag] |                                                                       | |
| | Speelronde 27 | PEC Zwolle                                                                                             | – ( – )             | FC Groningen                                                          | Opstelling PEC Zwolle: |
| 13, 14 of 15 maart 2026 Aanvangstijd: uur Plaats: Zwolle MAC³PARK stadion Toeschouwers: Scheidsrechter: Video-assistent:                                  | 13, 14 of 15 maart 2026 Aanvangstijd: uur Plaats: Zwolle MAC³PARK stadion Toeschouwers: Scheidsrechter: Video-assistent:                                  | | [ Wedstrijdverslag] |                                                                       | |
| | Speelronde 28 | PEC Zwolle                                                                                             | – ( – )             | NAC Breda                                                             | Opstelling PEC Zwolle: |
| 20, 21 of 22 maart 2026 Aanvangstijd: uur Plaats: Zwolle MAC³PARK stadion Toeschouwers: Scheidsrechter: Video-assistent:                                  | 20, 21 of 22 maart 2026 Aanvangstijd: uur Plaats: Zwolle MAC³PARK stadion Toeschouwers: Scheidsrechter: Video-assistent:                                  | | [ Wedstrijdverslag] |                                                                       | |
| | Speelronde 29 | Go Ahead Eagles                                                                                        | – ( – )             | PEC Zwolle                                                            | Opstelling PEC Zwolle: |
| 5 april 2026 Aanvangstijd: 12.15 uur Plaats: Deventer De Adelaarshorst Toeschouwers: Scheidsrechter: Video-assistent:                                     | 5 april 2026 Aanvangstijd: 12.15 uur Plaats: Deventer De Adelaarshorst Toeschouwers: Scheidsrechter: Video-assistent:                                     | | [ Wedstrijdverslag] |                                                                       | |
| | Speelronde 30 | PEC Zwolle                                                                                             | – ( – )             | Excelsior Rotterdam                                                   | Opstelling PEC Zwolle: |
| 10, 11 of 12 april 2026 Aanvangstijd: uur Plaats: Zwolle MAC³PARK stadion Toeschouwers: Scheidsrechter: Video-assistent:                                  | 10, 11 of 12 april 2026 Aanvangstijd: uur Plaats: Zwolle MAC³PARK stadion Toeschouwers: Scheidsrechter: Video-assistent:                                  | | [ Wedstrijdverslag] |                                                                       | |
| | Speelronde 31 | PSV | – ( – )             | PEC Zwolle                                                            | Opstelling PEC Zwolle: |
| 21, 22, 23, 24, 25 of 26 april 2026 Aanvangstijd: uur Plaats: Eindhoven Philips Stadion Toeschouwers: Scheidsrechter: Video-assistent:                    | 21, 22, 23, 24, 25 of 26 april 2026 Aanvangstijd: uur Plaats: Eindhoven Philips Stadion Toeschouwers: Scheidsrechter: Video-assistent:                    | | [ Wedstrijdverslag] |                                                                       | |
| | Speelronde 32 | PEC Zwolle                                                                                             | – ( – )             | Heracles Almelo                                                       | Opstelling PEC Zwolle: |
| 3 mei 2026 Aanvangstijd: 12.15 uur Plaats: Zwolle MAC³PARK stadion Toeschouwers: Scheidsrechter: Video-assistent:                                         | 3 mei 2026 Aanvangstijd: 12.15 uur Plaats: Zwolle MAC³PARK stadion Toeschouwers: Scheidsrechter: Video-assistent:                                         | | [ Wedstrijdverslag] |                                                                       | |
| | Speelronde 33 | Fortuna Sittard                                                                                        | – ( – )             | PEC Zwolle                                                            | Opstelling PEC Zwolle: |
| 10 mei 2026 Aanvangstijd: 16.45 uur Plaats: Sittard Fortuna Sittard Stadion Toeschouwers: Scheidsrechter: Video-assistent:                                | 10 mei 2026 Aanvangstijd: 16.45 uur Plaats: Sittard Fortuna Sittard Stadion Toeschouwers: Scheidsrechter: Video-assistent:                                | | [ Wedstrijdverslag] |                                                                       | |
| | Speelronde 34 | PEC Zwolle                                                                                             | – ( – )             | Feyenoord                                                             | Opstelling PEC Zwolle: |
| 17 mei 2026 Aanvangstijd: 14.30 uur Plaats: Zwolle MAC³PARK stadion Toeschouwers: Scheidsrechter: Video-assistent:                                        | 17 mei 2026 Aanvangstijd: 14.30 uur Plaats: Zwolle MAC³PARK stadion Toeschouwers: Scheidsrechter: Video-assistent:                                        | | [ Wedstrijdverslag] |                                                                       | |

## Selectie en technische staf

### Selectie
| Nr.           | Nat.                   | Naam                     | Competitie | Competitie | Beker      | Beker      | Totaal     | Totaal     | Contract tot | Seizoen    | Vorige club     | Debuut            |            |            |
| Nr.           | Nat.                   | Naam                     | W          | Goal       | W          | Goal       | W          | Goal       | Contract tot | Seizoen    | Vorige club     | Debuut            |            |            |
| Doelmannen    | Doelmannen             | Doelmannen               | Doelmannen | Doelmannen | Doelmannen | Doelmannen | Doelmannen | Doelmannen | Doelmannen   | Doelmannen | Doelmannen      | Doelmannen        | Doelmannen | Doelmannen |
| ------------- | ---------------------- | ------------------------ | ---------- | ---------- | ---------- | ---------- | ---------- | ---------- | ------------ | ---------- | --------------- | ----------------- | ---------- | ---------- |
| 1             | Vlag van Nederland     | Jasper Schendelaar       | 0          | 0          | 0          | 0          | 0          | 0          | 2026         | 5e         | AZ              | 7 augustus 2022   |            |            |
| 16            | Vlag van Nederland     | Tom de Graaff            | 2          | 0          | 0          | 0          | 2          | 0          | Huur         | 1e         | FC Utrecht      | 10 augustus 2025  |            |            |
| 40            | Vlag van Nederland     | Nick Dobben              | 0          | 0          | 0          | 0          | 0          | 0          | Jeugd        | 1e         | Jeugd           | –                 |            |            |
| 41            | Vlag van Nederland     | Duke Verduin             | 0          | 0          | 0          | 0          | 0          | 0          | 2028         | 4e         | Jeugd           | –                 |            |            |
| Verdedigers   |                        |                          |            |            |            |            |            |            |              |            |                 |                   |            |            |
| 2             | Vlag van Curaçao       | Sherel Floranus          | 2          | 0          | 0          | 0          | 2          | 0          | 2027         | 2e         | Almere City FC  | 1 september 2024  |            |            |
| 3             | Vlag van Nederland     | Olivier Aertssen         | 2          | 0          | 0          | 0          | 2          | 0          | 2027         | 2e         | Ajax            | 1 september 2024  |            |            |
| 4             | Vlag van Ierland       | Anselmo García Mac Nulty | 2          | 0          | 0          | 0          | 2          | 0          | 2026         | 3e         | VfL Wolfsburg   | 27 augustus 2023  |            |            |
| 28            | Vlag van Denemarken    | Simon Graves             | 2          | 0          | 0          | 0          | 2          | 0          | 2028         | 2e         | Palermo FC      | 24 augustus 2024  |            |            |
| 33            | Vlag van Nederland     | Damian van der Haar      | 2          | 0          | 0          | 0          | 2          | 0          | 2028         | 3e         | Jeugd           | 24 september 2023 |            |            |
| Middenvelders |                        |                          |            |            |            |            |            |            |              |            |                 |                   |            |            |
| 18            | Vlag van Nederland     | Odysseus Velanas         | 0          | 0          | 0          | 0          | 0          | 0          | 2026         | 3e         | NAC Breda       | 27 augustus 2023  |            |            |
| 20            | Vlag van Nederland     | Gabriël Reiziger         | 2          | 0          | 0          | 0          | 2          | 0          | 2028         | 2e         | Jeugd           | 10 augustus 2025  |            |            |
| 23            | Vlag van Indonesië     | Eliano Reijnders         | 2          | 0          | 0          | 0          | 2          | 0          | 2027         | 7e         | Jeugd           | 12 september 2020 |            |            |
| 25            | Vlag van Nederland     | Thijs Oosting            | 2          | 1          | 0          | 0          | 2          | 1          | Huur         | 1e         | FC Groningen    | 10 augustus 2025  |            |            |
| 26            | Vlag van Nederland     | Jadiel Pereira da Gama   | 1          | 0          | 0          | 0          | 1          | 0          | 2028         | 1e         | Jeugd           | 15 augustus 2025  |            |            |
| 34            | Vlag van Nederland     | Nick Fichtinger          | 1          | 0          | 0          | 0          | 1          | 0          | 2026         | 3e         | Jeugd           | 20 augustus 2023  |            |            |
| 35            | Vlag van Kaapverdië    | Jamiro Monteiro          | 2          | 0          | 0          | 0          | 2          | 0          | 2026         | 2e         | Gaziantep FK    | 14 september 2024 |            |            |
| 30            | Vlag van Nieuw-Zeeland | Ryan Thomas              | 2          | 0          | 0          | 0          | 2          | 0          | 2027         | 9e         | PSV             | 2 november 2013   |            |            |
| 38            | Vlag van Nederland     | Givaro Rahajaän          | 0          | 0          | 0          | 0          | 0          | 0          | 2027         | 1e         | Jeugd           | –                 |            |            |
| Aanvallers    |                        |                          |            |            |            |            |            |            |              |            |                 |                   |            |            |
| 10            | Vlag van Nederland     | Koen Kostons             | 2          | 2          | 0          | 0          | 2          | 2          | 2029         | 1e         | SC Paderborn 07 | 10 augustus 2025  |            |            |
| 11            | Vlag van België        | Dylan Mbayo              | 2          | 0          | 0          | 0          | 2          | 0          | 2026         | 2e         | KV Kortrijk     | 11 augustus 2024  |            |            |
| 21            | Vlag van Nederland     | Samir Lagsir             | 0          | 0          | 0          | 0          | 0          | 0          | 2026         | 5e         | Jeugd           | 31 oktober 2020   |            |            |
| 22            | Vlag van Nederland     | Kaj de Rooij             | 2          | 0          | 0          | 0          | 2          | 0          | 2026         | 3e         | Clubloos        | 4 februari 2024   |            |            |
| 29            | Vlag van Nederland     | Thomas Buitink           | 2          | 0          | 0          | 0          | 2          | 0          | 2027         | 3e         | Vitesse         | 26 januari 2021   |            |            |
| 77            | Vlag van Ghana         | Braydon Manu             | 0          | 0          | 0          | 0          | 0          | 0          | 2026         | 2e         | SV Darmstadt 98 | 11 augustus 2024  |            |            |
| Nr.           | Nat.                   | Naam                     | W          | Goal       | W          | Goal       | W          | Goal       | Contract     | Seizoen    | Vorige club     | Debuut            |            |            |
| Nr.           | Nat.                   | Naam                     | Competitie | Competitie | Beker      | Beker      | Totaal     | Totaal     | Contract     | Seizoen    | Vorige club     | Debuut            |            |            |

### Legenda
| # | Reden                                          |
| - | ---------------------------------------------- |
|   | Heeft de club in het lopende seizoen verlaten. |
|   | Heeft de club op huurbasis verlaten.           |

### Technische staf
| Naam               | Functie           |
| ------------------ | ----------------- |
| Henry van der Vegt | Hoofdtrainer      |
| Tim Bakens         | Assistent-trainer |
| Scott Calderwood   | Assistent-trainer |
| Diederik Boer      | Keeperstrainer    |

## Statistieken PEC Zwolle 2025/2026

### Tussenstand PEC Zwolle in de Nederlandse Eredivisie 2025 / 2026
| Stand | Gespeeld | Gewonnen | Gelijk | Verloren | Punten | Doelpunten voor | Doelpunten tegen | Gele kaarten | Rode kaarten |
| ----- | -------- | -------- | ------ | -------- | ------ | --------------- | ---------------- | ------------ | ------------ |
| 7e    | 2        | 2        | 0      | 0        | 6      | 3               | 0                | 7            | 0            |

### Topscorers
| #      | Naam          | Goal |
| ------ | ------------- | ---- |
| 1.     | Koen Kostons  | 2    |
| 2.     | Thijs Oosting | 1    |
| Totaal | Totaal        | 3    |

| #      | Naam        | Goal |
| ------ | ----------- | ---- |
| –      | Geen speler | 0    |
| Totaal | Totaal      | 0    |

| #      | Naam                   | Goal |
| ------ | ---------------------- | ---- |
| 1.     | Kaj de Rooij           | 2    |
| 2.     | Jadiel Pereira da Gama | 1    |
| 2.     | Jamiro Monteiro        | 1    |
| Totaal | Totaal                 | 4    |

### Kaarten
| #      | Naam                | Kreeg geel |
| ------ | ------------------- | ---------- |
| 1.     | Olivier Aertssen    | 1          |
| 1.     | Thomas Buitink      | 1          |
| 1.     | Sherel Floranus     | 1          |
| 1.     | Damian van der Haar | 1          |
| 1.     | Dylan Mbayo         | 1          |
| 1.     | Kaj de Rooij        | 1          |
| 1.     | Ryan Thomas         | 1          |
| Totaal | Totaal              | 7          |

| #      | Naam        | Kreeg voor de tweede keer geel en dus rood |
| ------ | ----------- | ------------------------------------------ |
| –      | Geen speler | 0                                          |
| Totaal | Totaal      | 0                                          |

| #      | Naam        | Weggestuurd |
| ------ | ----------- | ----------- |
| –      | Geen speler | 0           |
| Totaal | Totaal      | 0           |

### Punten per speelronde
| Speelronde | 1 | 2 | 3 | 4 | 5 | 6 | 7 | 8 | 9 | 10 | 11 | 12 | 13 | 14 | 15 | 16 | 17 | 18 | 19 | 20 | 21 | 22 | 23 | 24 | 25 | 26 | 27 | 28 | 29 | 30 | 31 | 32 | 33 | 34 |
| ---------- | - | - | - | - | - | - | - | - | - | -- | -- | -- | -- | -- | -- | -- | -- | -- | -- | -- | -- | -- | -- | -- | -- | -- | -- | -- | -- | -- | -- | -- | -- | -- |
| Punten     | 3 | 3 |   |   |   |   |   |   |   |    |    |    |    |    |    |    |    |    |    |    |    |    |    |    |    |    |    |    |    |    |    |    |    |    |

### Punten na speelronde
| Speelronde | 1 | 2 | 3 | 4 | 5 | 6 | 7 | 8 | 9 | 10 | 11 | 12 | 13 | 14 | 15 | 16 | 17 | 18 | 19 | 20 | 21 | 22 | 23 | 24 | 25 | 26 | 27 | 28 | 29 | 30 | 31 | 32 | 33 | 34 |
| ---------- | - | - | - | - | - | - | - | - | - | -- | -- | -- | -- | -- | -- | -- | -- | -- | -- | -- | -- | -- | -- | -- | -- | -- | -- | -- | -- | -- | -- | -- | -- | -- |
| Punten     | 3 | 6 |   |   |   |   |   |   |   |    |    |    |    |    |    |    |    |    |    |    |    |    |    |    |    |    |    |    |    |    |    |    |    |    |

### Stand na speelronde
| Speelronde | 1  | 2 | 3 | 4 | 5 | 6 | 7 | 8 | 9 | 10 | 11 | 12 | 13 | 14 | 15 | 16 | 17 | 18 | 19 | 20 | 21 | 22 | 23 | 24 | 25 | 26 | 27 | 28 | 29 | 30 | 31 | 32 | 33 | 34 |
| ---------- | -- | - | - | - | - | - | - | - | - | -- | -- | -- | -- | -- | -- | -- | -- | -- | -- | -- | -- | -- | -- | -- | -- | -- | -- | -- | -- | -- | -- | -- | -- | -- |
| Stand      | 7e |   |   |   |   |   |   |   |   |    |    |    |    |    |    |    |    |    |    |    |    |    |    |    |    |    |    |    |    |    |    |    |    |    |

### Doelpunten na speelronde
| Speelronde | 1 | 2 | 3 | 4 | 5 | 6 | 7 | 8 | 9 | 10 | 11 | 12 | 13 | 14 | 15 | 16 | 17 | 18 | 19 | 20 | 21 | 22 | 23 | 24 | 25 | 26 | 27 | 28 | 29 | 30 | 31 | 32 | 33 | 34 | Totaal |
| ---------- | - | - | - | - | - | - | - | - | - | -- | -- | -- | -- | -- | -- | -- | -- | -- | -- | -- | -- | -- | -- | -- | -- | -- | -- | -- | -- | -- | -- | -- | -- | -- | ------ |
| Doelpunten | 1 | 2 |   |   |   |   |   |   |   |    |    |    |    |    |    |    |    |    |    |    |    |    |    |    |    |    |    |    |    |    |    |    |    |    | 3      |

### Toeschouwersaantal per speelronde
| Speelronde | 1      | 2     | 3  | 4  | 5  | 6  | 7  | 8  | 9  | 10 | 11 | 12 | 13 | 14 | 15 | 16 | 17 | Totaal | Gemiddeld |
| ---------- | ------ | ----- | -- | -- | -- | -- | -- | -- | -- | -- | -- | -- | -- | -- | -- | -- | -- | ------ | --------- |
| Thuis      | 13.789 |       |    |    |    |    |    |    |    |    |    |    |    |    |    |    |    | 13.789 | 13.789    |
| Uit        |        | 5.293 |    |    |    |    |    |    |    |    |    |    |    |    |    |    |    | 5.293  | 5.293     |
| Speelronde | 18     | 19    | 20 | 21 | 22 | 23 | 24 | 25 | 26 | 27 | 28 | 29 | 30 | 31 | 32 | 33 | 34 | Totaal | Gemiddeld |
| Thuis      |        |       |    |    |    |    |    |    |    |    |    |    |    |    |    |    |    | 0      | 0         |
| Uit        |        |       |    |    |    |    |    |    |    |    |    |    |    |    |    |    |    | 0      | 0         |
|            |        |       |    |    |    |    |    |    |    |    |    |    |    |    |    |    |    | 19.082 | 9.541     |

## Mutaties

### Zomer

#### Aangetrokken
| Nr. | Nat. | Naam              | Van              | Type         | Contract     | Transfersom  | Bijzonderheid                                             |
| --- | ---- | ----------------- | ---------------- | ------------ | ------------ | ------------ | --------------------------------------------------------- |
| 77  | GH   | Braydon Manu      | VfL Osnabrück    | –            | 30 juni 2026 | n.v.t.       | Terug van verhuurperiode                                  |
| –   | NL   | Mohamed Oukhattou | Sparta Rotterdam | –            | 30 juni 2026 | n.v.t.       | Terug van verhuurperiode                                  |
| 28  | DK   | Simon Graves      | Palermo FC       | Transfer     | 30 juni 2028 | ± €600.000,– | Speelde vorig seizoen op huurbasis                        |
| 11  | BE   | Dylan Mbayo       | KV Kortrijk      | Transfer     | 30 juni 2026 | Niet bekend  | Optie voor één seizoen Speelde vorig seizoen op huurbasis |
| 20  | NL   | Gabriël Reiziger  | Jeugd            | –            | 30 juni 2028 | n.v.t.       |                                                           |
| 10  | NL   | Koen Kostons      | SC Paderborn 07  | Transfer     | 30 juni 2029 | ± €100.000,– |                                                           |
| 25  | NL   | Thijs Oosting     | FC Groningen     | Op huurbasis | 30 juni 2026 | n.v.t.       | Met optie tot koop                                        |
| 16  | NL   | Tom de Graaff     | FC Utrecht       | Op huurbasis | 30 juni 2026 | n.v.t.       | Met optie tot koop                                        |

#### Vertrokken
| Nr. | Nat. | Naam              | Naar               | Type               | Transfersom    | Wed. | Dlpt. |
| --- | ---- | ----------------- | ------------------ | ------------------ | -------------- | ---- | ----- |
| 47  | NL   | Tristan Gooijer   | Ajax               | Einde huurcontract | n.v.t.         | 1    | 0     |
| 50  | BG   | Filip Krastev     | Lommel SK          | Einde huurcontract | n.v.t.         | 46   | 8     |
| 9   | SR   | Dylan Vente       | Hibernian FC       | Einde huurcontract | n.v.t.         | 31   | 14    |
| 28  | DK   | Simon Graves      | Palermo FC         | Einde huurcontract | n.v.t.         | 27   | 0     |
| 11  | BE   | Dylan Mbayo       | KV Kortrijk        | Einde huurcontract | n.v.t.         | 35   | 4     |
| 7   | DK   | Younes Namli      | Le Havre AC        | Transfervrij       | n.v.t.         | 121  | 19    |
| 10  | NL   | Davy van den Berg | FC Utrecht         | Transfervrij       | n.v.t.         | 99   | 12    |
| 38  | NL   | Teun Gijselhart   | De Graafschap      | Transfervrij       | n.v.t.         | 3    | 0     |
| 6   | MA   | Anouar El Azzouzi | Fortuna Düsseldorf | Transfer           | ± €1.500.000,– | 56   | 1     |
| 40  | NL   | Mike Hauptmeijer  | Bali United FC     | Transfervrij       | n.v.t.         | 12   | 0     |
| 37  | NL   | Mohamed Oukhattou | Sparta Rotterdam   | Transfervrij       | n.v.t.         | 2    | 0     |
| 5   | BE   | Thierry Lutonda   | RAAL La Louvière   | Transfer           | Niet bekend    | 12   | 0     |

#### Statistieken transfers zomer
| Gekochte spelers | Verkochte spelers | Gehuurde spelers | Verhuurde spelers | Spelers terug van verhuurperiode | Spelers einde van huurperiode | Transfervrij aangetrokken spelers | Transfervrij vertrokken spelers | Doorgestroomde jeugdspelers |
| ---------------- | ----------------- | ---------------- | ----------------- | -------------------------------- | ----------------------------- | --------------------------------- | ------------------------------- | --------------------------- |
| 2                | 2                 | 0                | 0                 | 2                                | 5                             | 0                                 | 5                               | 1                           |

### Contractverlengingen
| Nat. | Naam                   | Contract tot  | Nieuw contract tot | Bijzonderheid |
| ---- | ---------------------- | ------------- | ------------------ | ------------- |
| NL   | Duke Verduin           | 30 juni 2025  | 30 juni 2028       |               |
| NL   | Jadiel Pereira da Gama | Jeugdcontract | 30 juni 2028       |               |